# Тріска
Тріска́ (лат. Gadus) — рід риб родини тріскових (лат. Gadidae).
Назва риби, очевидно, пов'язана з трі́ска, оскільки сушена риба тріскається як дерево (пор. нім. Stockfisch, дос. «палиця-риба»); а також з дав.-ісл. þorsk, нім. Dorsch («тріска») та латис. tirza («форель»).

## Промислове значення
Це популярна риба в рибальстві, через приємний смак, низький вміст жиру та щільне м'ясо. Печінка тріски вважається делікатесом та використовується для отримання олії, важливого джерела вітамінів A, D і омега-3. Просолена й пров'ялена тріска без кісток була відома під назвою «лабардан».